# Newport, Shropshire
Newport är en köpstad och civil parish i Storbritannien. Den ligger i kommunen Telford and Wrekin och riksdelen England, i den södra delen av landet, omkring 10 kilometer norr om Telford och omkring 20 kilometer väster om Stafford. Newport ligger 81 meter över havet och antalet invånare är 10 814. Delar av tätorten ligger i angränsande civil parishes.